# Stygocyathura rapanuia
Stygocyathura rapanuia là một loài chân đều trong họ Anthuridae. Loài này được Botosaneanu miêu tả khoa học năm 1987.